# مبزل

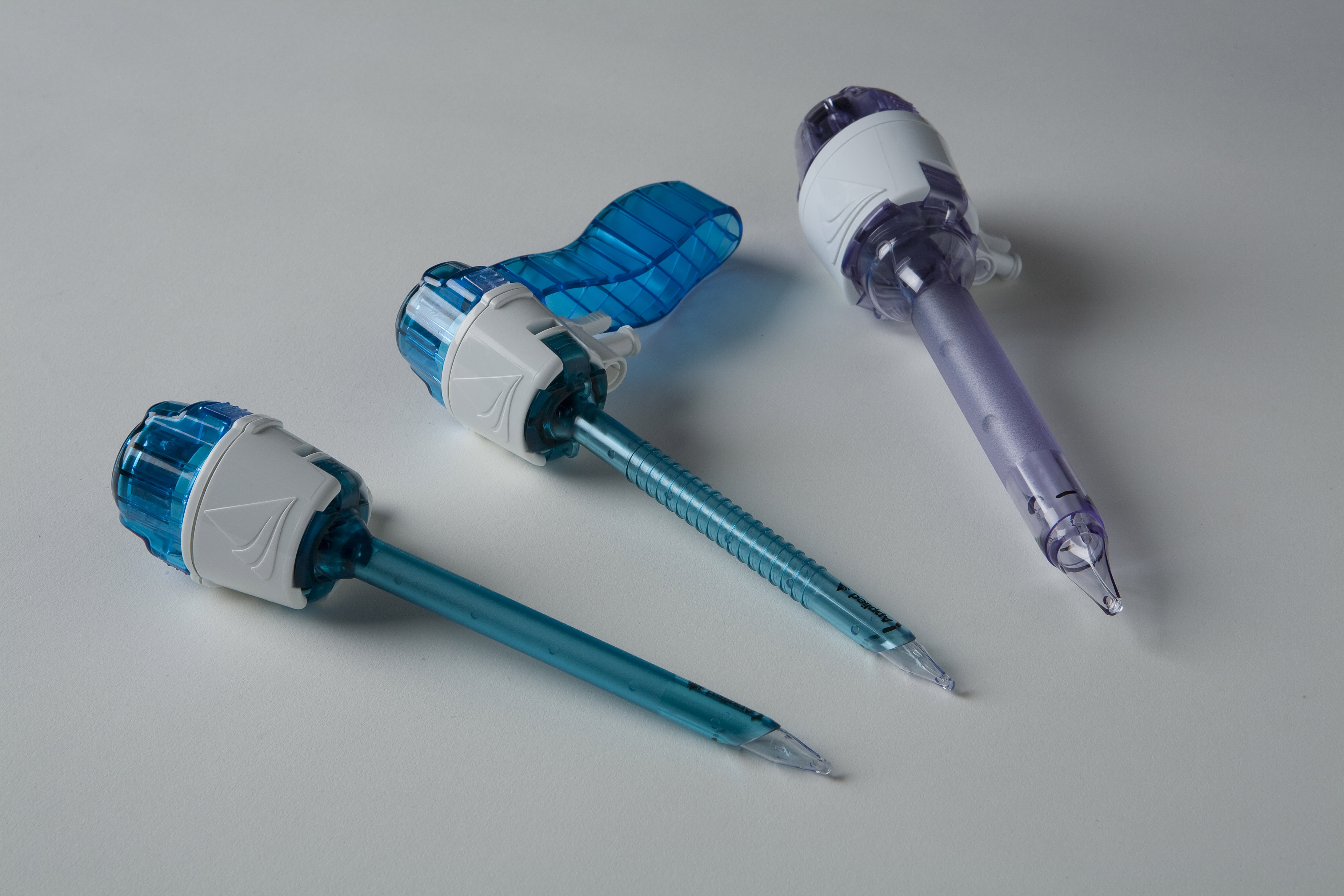
مبازل قابلة لإعادة الاستعمال

المبزل هو جهازٌ طبي أو بيطري مكون من عصا (قد تكون معدنية أو بلاستيكية حادة أو غير حادة)، وتكون العصا (أنبوب مجوف بشكل أساسي)، أو قنينة. ويتم وضع المبزل عبر البطن أثناء الجراحة بالمنظار. ويعمل المبزل كبوابة لتركيب للأدوات الأخرى في وقت لاحق، مثل المقصات والدبابيس، وما إلى ذلك. تسمح المبازل أيضًا بتسرب الغازات أو السوائل من الأعضاء داخل الجسم.

## تاريخ الأداة

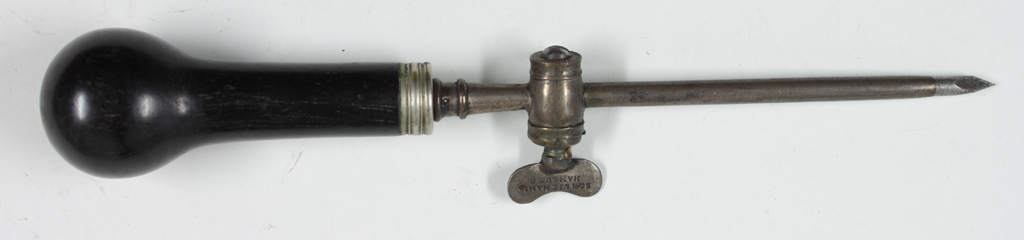
المبزل، ج. 1850.

في الأصل كان الأطباء يستخدمون المبزلة لتخفيف تراكم ضغط السوائل (الوريد) أو الغازات (المنتفخة). ظهرت براءات اختراع للمبزلة في وقت مبكر من القرن التاسع عشر، على الرغم من أن استخدامها يعود إلى آلاف السنين. بحلول منتصف القرن التاسع عشر، قام التروكار-كانولاس، مثل اختراع ريجينالد ساوثي لأنبوب ساوثي.

## تطبيقات على المبزل

### الاستخدام الطبي / الجراحي
يستخدم المبزل في الطب للوصول إلى مجموعات السوائل وتصريفها كما في المريض المصاب بالهيدروثوركس أو مرض الاستسقاء.
في العصر الحديث، يتم استخدام المبازل الطبية لإجراء جراحة تجميلية. ويتم نشرها كوسيلة لإدخال الكاميرات والأدوات اليدوية، مثل المقص، والمقبض، وما إلى ذلك، لإجراء عملية جراحية أجريت حتى الآن عن طريق إجراء شق بطني كبير، وهو أمر أحدث ثورة في رعاية المرضى. أما اليوم، فالمبازل الجراحية هي في الغالب أداة تستخدام لمرضى واحد وقد تخرجت من تصميم «النقاط الثلاث» الذي أعطاها اسمها إما إلى منتج مسطح «متسع» أو شيء مجاني تماما. هذا التصميم الأخير يوفر سلامة أكبر للمرضى بسبب التقنية المستخدمة لإدخالهم.
يمكن أن يؤدي إدخال المبزل يمكن أن يؤدي إلى ثقب الجرح في العضو مما يؤدي إلى تعقيد طبي. وهكذا، على سبيل المثال، يمكن أن يؤدي إدخال الغدة النخامية داخل البطن إلى إصابة في الأمعاء تؤدي إلى التهاب الأوعية الدموية أو إصابة الأوعية الدموية الكبيرة بالنزيف.